# Рємєнь Анастасія Володимирівна
Анастасі́я Рємєнь (Ткачук) (* 1993) — українська бігунка на 800 метрів.

## Життєпис
Народилася 1993 року в Коломиї.
Чемпіонка Європи серед юніорів-2011.
Змагалася на змаганнях на 800 метрів на чемпіонаті світу з легкої атлетики 2015 року в Пекіні.
Учасниця перших Юнацьких Олімпійських ігор в Сингапурі (4 місце).
Учасниця чемпіонату світу в Італії (11 місце).
Чемпіонка України та багаторазова чемпіонка Івано-Франківщини.[джерело?]
Рекордсменка України в бігу — на 800 та 1000 метрів.[джерело?]